# Krabplevier
De krabplevier (Dromas ardeola) is een bijzondere steltloperachtige uit de monotypische familie van de krabplevieren (Dromadidae).

## Kenmerken
De vogel is 38 tot 41 cm lang en weegt 230 tot 325 g. Het is een plomp uitziende, zwartwitte steltloper, en heeft een uitzonderlijk forse, zwarte snavel. De vogel is overwegend wit, met een zwarte rug en zwarte vleugeldekveren en hand- en armpennen. Het verenkleed van beide geslachten is gelijk. De snavel van het mannetje is iets zwaarder en langer.

## Verspreiding en leefgebied
Deze soort is deels een trekvogel en komt voor in Oost-Afrika en Zuid-Azië langs de kusten en eilanden van de Indische Oceaan.
Het leefgebied bestaat in de broedtijd uit zandige kusten, duingebieden en eilanden. De vogel foerageert op modderbanken in getijdegebieden, lagunes, koraalriffen en ook wel rotskusten.

## Leefwijze en voortplantingsgedrag
Het voedsel bestaat uit krabben, die hij met zijn snavel kraakt om ze daarna in zijn geheel door te slikken.
Deze vogel graaft als enige steltloper een hol. De krabplevier vormt kolonies, soms van maar enkele paren maar vaker van meer dan 100 paren in dichtheden van 0,09 tot 0,95 paar per vierkante meter. De holen liggen 35 tot 100 cm onder de grond en zijn toegankelijk via een door de vogel gegraven tunnel die in een boog naar de nestholte voert. De tunnels zijn 1 tot 6 meter lang. De holen worden gegraven in zandstranden en duinen. Deze holen beschermen de eieren tegen felle instraling. In het hol heersen de juiste temperatuur en vochtigheid voor het uitbroeden, zodat de vogels zelf nauwelijks hoeven te broeden. Meestal wordt maar één ei gelegd, zelden twee.
Het kuiken kan na het uitkomen niet lopen, het is een nestblijver en blijft in het hol. Het wordt door beide ouders gevoerd. Het blijft maandenlang van de ouders afhankelijk.

## Status
De grootte van de populatie werd in de jaren 1990 geschat op 60.000–80.000 individuen. De aantallen zijn waarschijnlijk stabiel. Om deze redenen staat de krabplevier als niet bedreigd op de Rode Lijst van de IUCN. Toch zijn er ontwikkelingen in het verspreidingsgebied die bedreigend zijn voor deze vogelsoort zoals olievervuiling op de stranden, de introductie van roofdieren op eilanden waar gebroed wordt en het rapen van eieren door mensen.